# Leistus ferrugineus
Leistus ferrugineus là một loài bọ cánh cứng thuộc họ Carabidae đặc hữu của miền Cổ bắc và miền Tân bắc. Ở châu Âu, nó được tìm thấy ở Áo, Belarus, Bỉ, Bosna và Hercegovina, Quần đảo Anh, Bulgaria, Croatia, Cộng hòa Séc, mainland Đan Mạch, Estonia, Phần Lan, Hungary, chính quốc Pháp, Đức, Hungary, Cộng hòa Ireland, chính quốc Ý, Kaliningrad, Latvia, Liechtenstein, Litva, Luxembourg, Moldova, Bắc Ireland, mainland Na Uy, Ba Lan, România, Nga, Slovakia, Slovenia, Chính quốc Tây Ban Nha, Thụy Điển, Thụy Sĩ, Hà Lan, Ukraina và Nam Tư.

## Hình ảnh

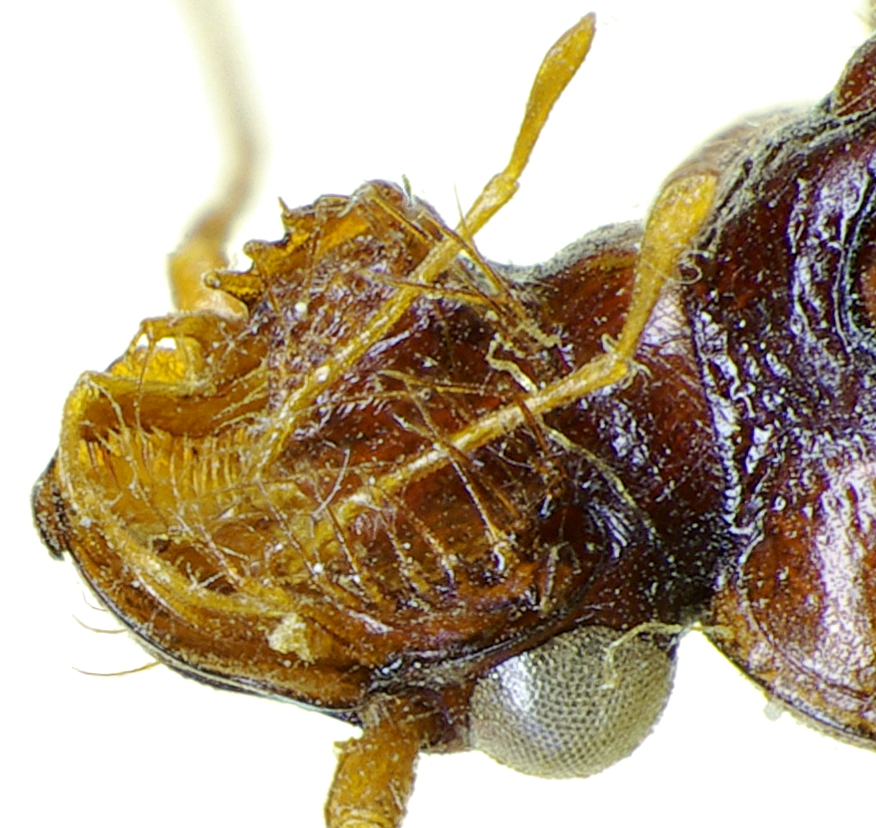
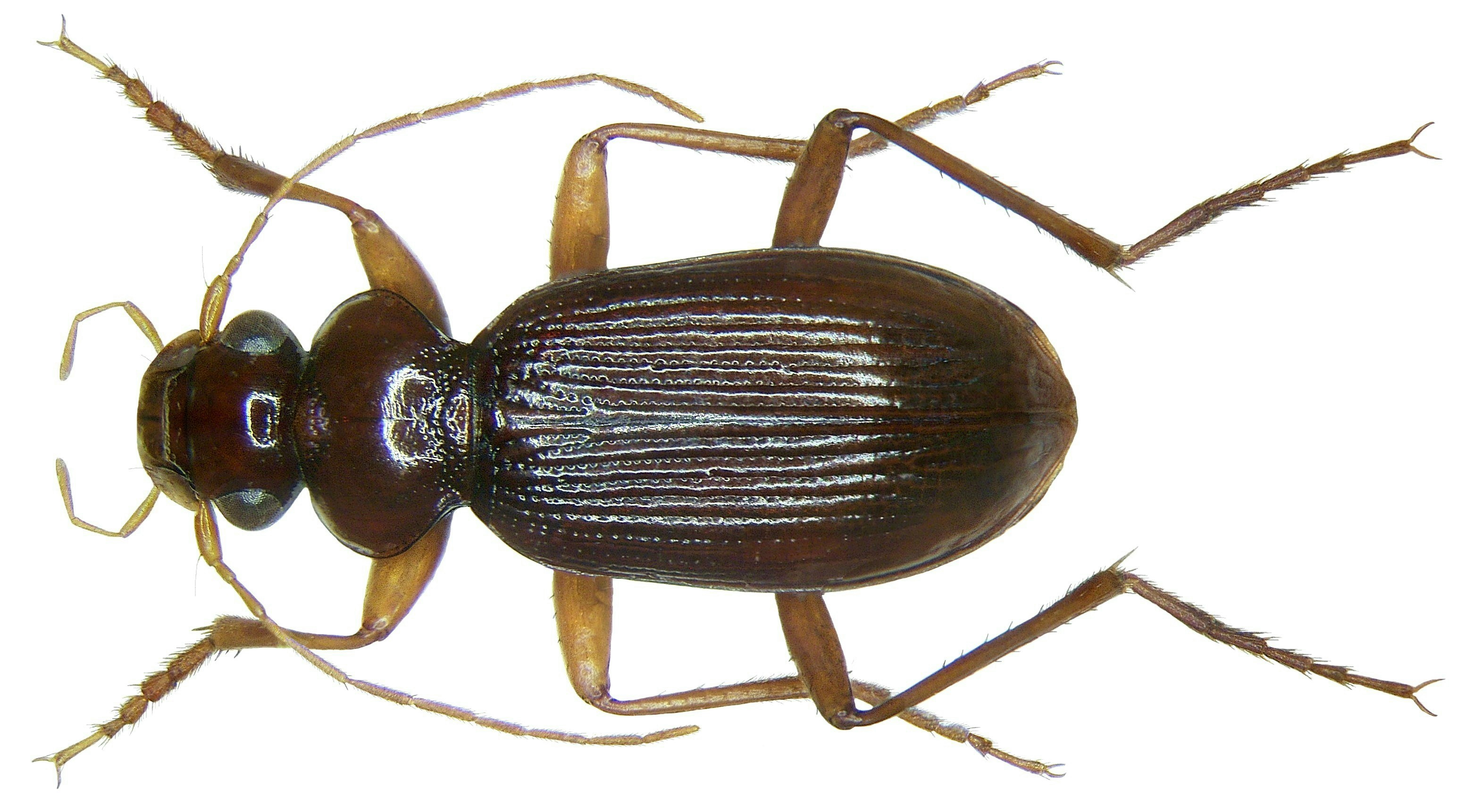
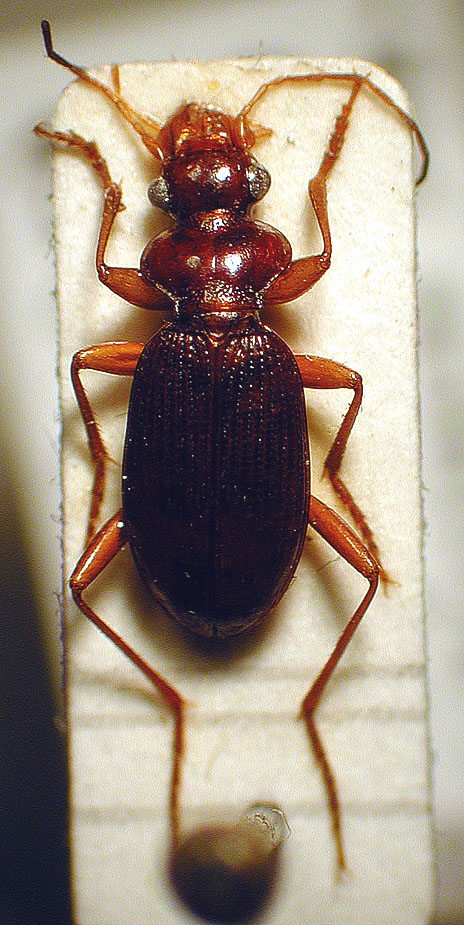
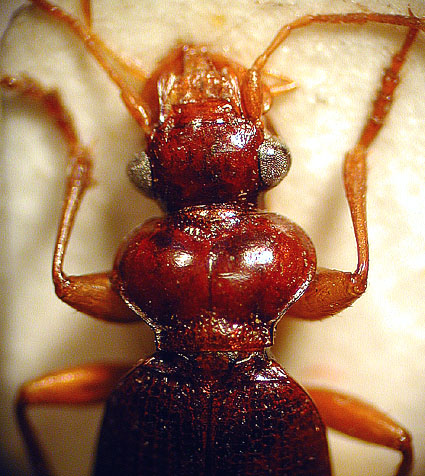